# Al-Amudijja
Al-Amudijja (arab. العامودية) – wieś w Syrii, w muhafazie Idlib. W 2004 roku liczyła 351 mieszkańców.